# Daphne (Mythologie)

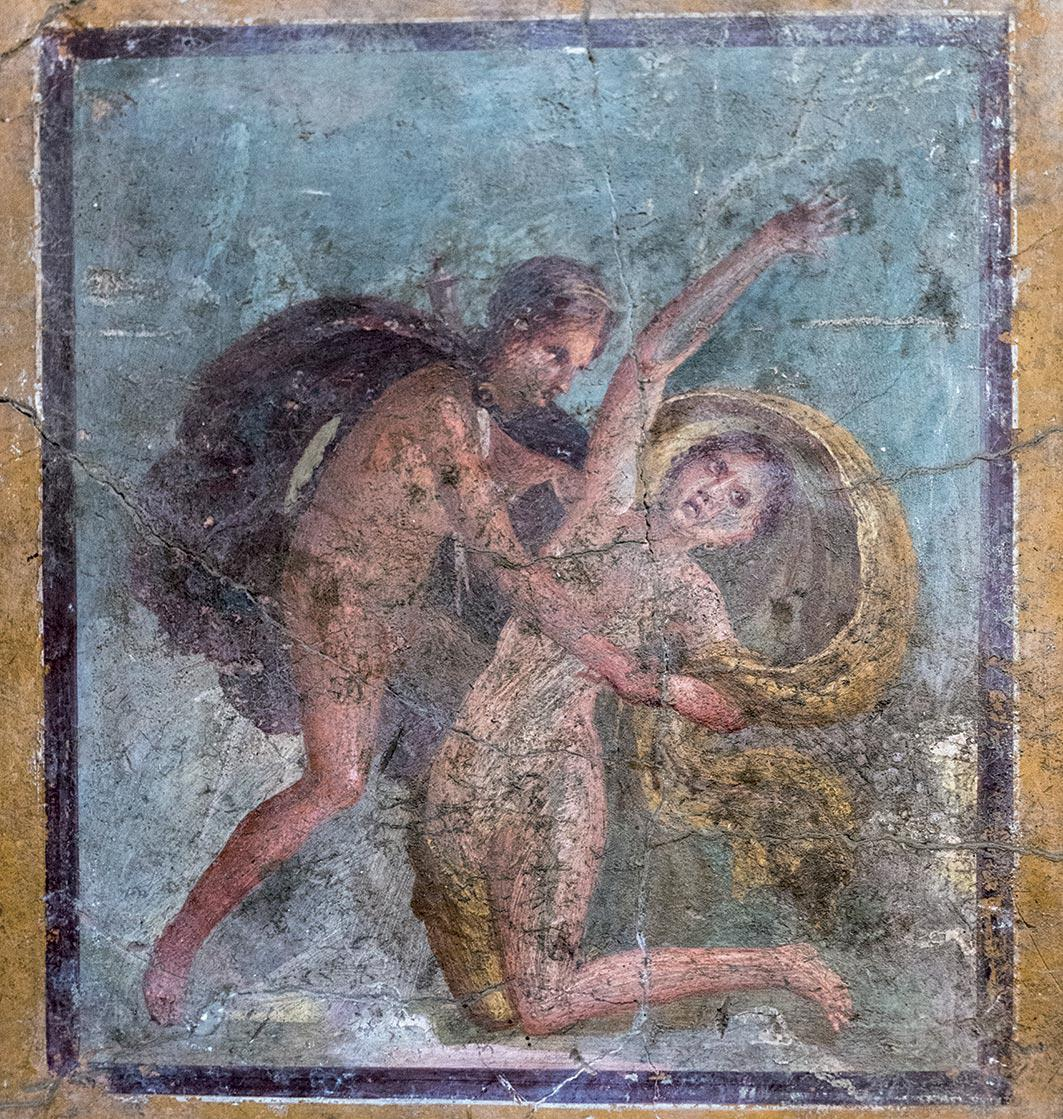
Apollon und Daphne, antikes Fresko aus Pompeji

Apollo und Daphne
(Giovanni Battista Tiepolo, 1743/44, Louvre von Paris)

Daphne (altgriechisch Δάφνη Dáphnē, deutsch ‚Lorbeer‘), eine Nymphe der griechischen Mythologie, ist eine Tochter des Flussgottes Peneios in Thessalien. Laut einer anderen Version ist sie die Tochter des Flussgottes Ladon in Arkadien. In einer weiteren Version ist sie die Tochter des Amyklas und eine jungfräuliche Jägerin.

## Mythos
Als Apollon den Liebesgott Eros als schlechten Schützen verspottete, rächte sich dieser, indem er einen Liebespfeil mit einer goldenen Spitze auf ihn und einen mit bleierner Spitze auf Daphne abschoss. Apollon verliebte sich unsterblich in Daphne, während diese, von einem genau das Gegenteil bewirkenden Pfeil Eros’ getroffen, für jene Liebschaft unempfänglich wurde. Als Apollon Daphne vergewaltigen wollte, floh sie. Erschöpft von der Verfolgung durch Apollon flehte sie zu ihrem Vater Peneios, dass er ihre – den Apollon reizende – Gestalt wandeln möge. Daraufhin erstarrten ihre Glieder und sie verwandelte sich in einen Lorbeerbaum. Der Lorbeer war Apollon seither heilig. Zum Gedenken an Daphne trug er einen Lorbeerkranz oder eine mit Lorbeer geschmückte Kithara.

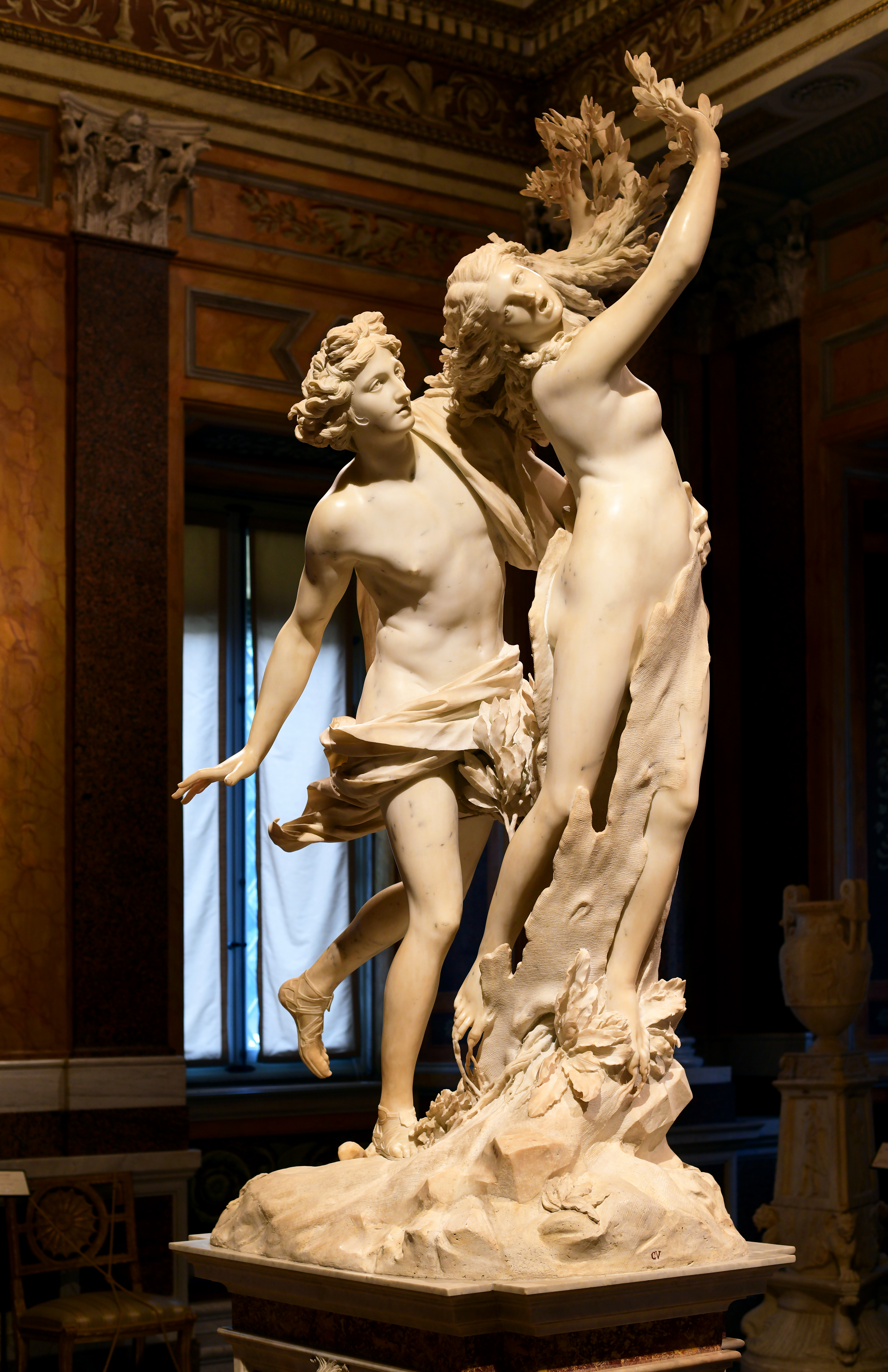
Apollo und Daphne von Gian Lorenzo Bernini

## Daphne bei Ovid
Ovid, Metamorphosen, Buch 1, Vers 545–555
„Fer, pater“, inquit, „opem, si flumina numen habetis!

Qua nimium placui, mutando perde figuram!“

Vix prece finita torpor gravis occupat artus:

Mollia cinguntur tenui praecordia libro,

in frondem crines, in ramos bracchia crescunt;

pes modo tam velox pigris radicibus haeret,

ora cacumen habet: remanet nitor unus in illa.

Hanc quoque Phoebus amat positaque in stipite dextra

sentit adhuc trepidare novo sub cortice pectus

conplexusque suis ramos, ut membra, lacertis

oscula dat ligno, refugit tamen oscula lignum.
„Hilf, Vater“, sagt sie, „wenn ihr Flüsse göttliche Macht habt!

Durch Verwandlung verdirb die Gestalt, mit der ich zu sehr gefiel!“

Kaum war die Bitte beendet, befällt schwere Taubheit die Glieder:

Die weichen Brüste werden von zarter Rinde umschlossen,

die Haare werden zu Laub, die Arme wachsen als Äste;

schon wird der flinke Fuß von trägen Wurzeln gehalten,

ein Wipfel verbirgt das Gesicht: Der Glanz allein bleibt ihr.

Phoebus liebt sie gleichwohl. An den Stamm hält er die Rechte

und fühlt noch unter der neuen Rinde die zitternde Brust.

Die Zweige, wie Glieder, mit seinen Armen umschlingend

küsst er das Holz, doch das Holz weicht vor den Küssen zurück.

## Darstellung in der Kunst

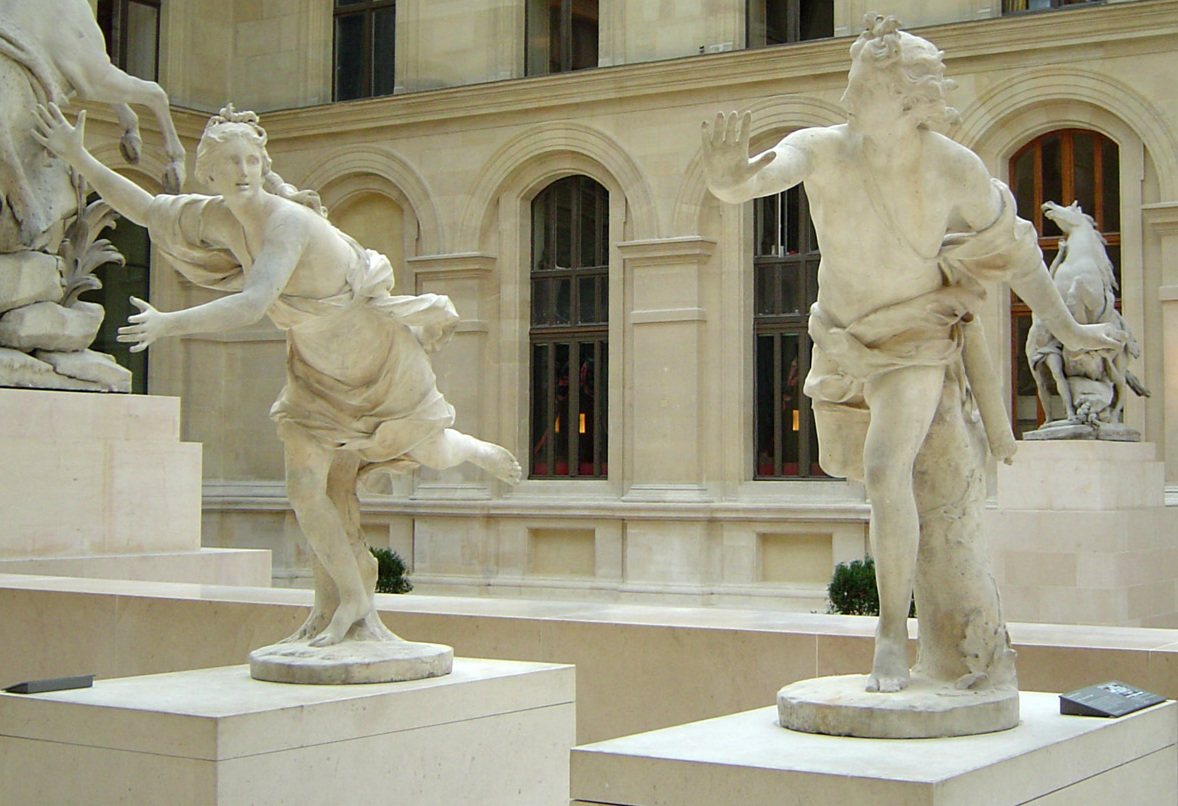
Daphne wird von Apollon verfolgt
(Guillaume Coustou der Ältere, 1714, Louvre von Paris)

### Bildende Kunst
Die Sage um Daphne hat zahlreiche Künstler inspiriert, wobei meist der Augenblick der Verwandlung im Blickpunkt steht. Ein Beispiel dafür ist Gian Lorenzo Berninis Marmorgruppe „Apollo und Daphne“ (um 1625), die heute in der römischen Villa Borghese steht.

### Musik
Der Daphne-Mythos wurde mehrfach vertont.
- Jacopo Peri: La Dafne, Favola drammatica, Text von Ottavio Rinuccini, Florenz 1598  (erste Oper überhaupt, größtenteils verschollen)
- Marco da Gagliano: La Dafne, ebenfalls nach dem Text von Rinuccini, Mantua 1608
- Heinrich Schütz: Dafne, Text von Martin Opitz, 1627 (erste deutsche Oper, nur Libretto überliefert)
- Jacob van Eyck: Doen Daphne d’over schoone Maeght, Variationen für Blockflöte nach einem Lied des 17. Jahrhunderts, Utrecht 1646
- Georg Friedrich Händel: Daphne, Hamburg 1708
- Franz Schubert: An eine Quelle, 1817, Text von Matthias Claudius, 1760
- Richard Strauss: Daphne, bukolische Tragödie in einem Akt, Text von Joseph Gregor, Dresden 1938